# Relationer mellan Estland och Sverige
Relationer mellan Estland och Sverige refererar till de bilaterala relationerna mellan Estland och Sverige. Estland var svensk besittning åren 1561- 1721. Den 27 augusti 1991 erkände Sverige återigen Estland. Estland har en ambassad i Stockholm och fem konsulat (i Eskilstuna, Göteborg, Karlskrona, Malmö och Visby). Sverige har en ambassad i Tallinn och två konsulat (i Narva och Tartu).
Båda staterna är fullvärdiga medlemmar av Östersjöstaternas råd och Europeiska unionen.
Estland stöder till fullo Sveriges Nato-medlemskap.

## Bilaterala besök
När Estland har varit självständigt har flera besök på hög nivå ägt rum.

### Estland till Sverige
- Januari 2005 - Estlands premiärminister Juhan Parts
- Maj 2005 – Estlands utrikesminister Urmas Paet
- Oktober 2005 – Estlands president Arnold Rüütel
- Augusti 2006 - Estlands utrikesminister Urmas Paet
- November 2006 – Estlands president Toomas Hendrik Ilves
- September 2007 – Estlands president Toomas Hendrik Ilves

### Sverige till Estland
- 1925 - Gustaf V
- 1932 - Gustaf VI Adolf
- April 1992 - Carl XVI Gustaf och  Drottning Silvia
- 2002 - Carl XVI Gustaf och  Drottning Silvia
- Februari 2006 – Sveriges utrikesminister Laila Freivalds
- November 2006 – Sveriges utrikesminister Carl Bildt
- Oktober 2007 – Drottning Silvia
- November 2007 – Sveriges statsminister Fredrik Reinfeldt
- Oktober 2014 - Kronprinsessan Victoria och Prins Daniel